# Amazing (Inna)
Amazing è una canzone electro-pop/dance dell'artista rumena Inna, dal suo album di debutto intitolato Hot. Il singolo è stato pubblicato fisicamente solo nell'Europa orientale. La canzone ha debuttato su "Radio 21 FM" il 6 agosto 2009 e pubblicata nell'ottobre 2009. Il video è stato girato in Portogallo. La canzone ha portato Inna alla prima posizione in Romania. 
Viene pubblicato come secondo singolo nel Regno Unito il 23 agosto 2010, mentre nel resto del mondo è stato pubblicato come quarto singolo dal suo primo album.
"Amazing" è stata scritta dai Play & Win nei primi mesi del 2009 per Anca Badiu, una cantante rumena, ma poiché pensavano fosse più adatta a Inna, hanno scelto lei per registrare la canzone.

## Video musicale
Il video musicale di "Amazing" è stato girato in Portogallo, sul litorale di Sintra, alla fine di agosto nel 2009, ed è stato diretto da Tom Boxer. C'è stata un'apparizione speciale della "Portugal Surf Academia". Il 22 agosto, il video fu completato e fu diffuso poi in anteprima sul sito ufficiale di Inna a settembre; infine il 15 settembre venne trasmesso nei canali della TV rumena. Per promuovere "Amazing" come secondo singolo di "Hot" nel Regno Unito, il video è stato modificato e accorciato durante maggio 2010 per soddisfare la versione ufficiale "UK Radio Edit" della canzone. La nuova modifica è disponibile su YouTube e sta anche circolando sui canali TV di musica britannici.

## Tracce
- Romania Airplay (2009)[6]

1. "Amazing (Play & Win Radio Edit)" - 3:29

- Italia Digital Download (2010)[7]

1. "Amazing (Play & Win Radio Edit)" - 3:29
2. "Amazing (DJ Feel Original Remix)" - 6:12
3. "Amazing (DJ Feel Vox Dub)" - 6:12
4. "Amazing (DJ Feel Instrumental Remix)" - 6:12

- Francia CD Single Enhanced (2010)[8]

1. "Amazing (Play & Win Radio Edit)" - 3:29
2. "Amazing (Play & Win Club Version)" - 4:30
3. "Amazing (DJ Feel Original Remix)" - 6:12

- US Remixes Digital Download (2010)[9]

1. "Amazing (Play & Win Radio Edit)" - 3:29
2. "Amazing (Play & Win Club Version)" - 4:30
3. "Amazing (Almighty Radio Edit)" - 3:56
4. "Amazing (Almighty Club Mix)" - 7:07
5. "Amazing (Frisco Radio Edit)" - 3:12
6. "Amazing (Frisco Mix)" - 5:00
7. "Amazing (Buzz Junkies Radio Edit)" - 3:31
8. "Amazing (Buzz Junkies Mix)" - 6:13
9. "Amazing (Buzz Junkies Dub)" - 6:14
10. "Amazing (DJ Feel Original Remix)" - 6:12
11. "Amazing (DJ Feel Vox Dub)" - 6:15
12. "Amazing (DJ Feel Instrumental Remix)" - 6:12

- Svezia CD Maxi Single (2010)[10]

1. "Amazing (Play & Win Radio Edit)" - 3:29
2. "Amazing (DJ Feel Original Remix)" - 6:12
3. "Amazing (DJ Feel Vox Dub)" - 6:15
4. "Amazing (DJ Feel Instrumental Remix)" - 6:12
5. "Amazing (Play & Win Club Version)" - 4:30
6. "Amazing (Almighty Radio Edit)" - 3:56
7. "Amazing (Almighty Club Mix)" - 7:07
8. "Amazing (Buzz Junkies Radio Edit)" - 3:31
9. "Amazing (Buzz Junkies Mix)" - 6:13
10. "Amazing (Buzz Junkies Dub)" - 6:14
11. "Amazing (Frisco Radio Edit)" - 3:12
12. "Amazing (Frisco Mix)" - 5:00

- UK CD Maxi Single (2010)[11]

1. "Amazing (UK Radio Edit)" - 2:24
2. "Amazing (Play & Win Club Version)" - 4:30
3. "Amazing (Buzz Junkies Mix)" - 6:13
4. "Amazing (Almighty Club Mix)" - 7:07
5. "Amazing (Frisco Mix)" - 5:00

- UK Remixes Digital Download (2010)[12]

1. "Amazing (Play & Win Club Version)" - 4:30
2. "Amazing (Buzz Junkies Mix)" - 6:13
3. "Amazing (Almighty Club Mix)" - 7:07
4. "Amazing (DJ Feel Original Remix)" - 6:12
5. "Amazing (Frisco Mix)" - 5:00
6. "Amazing (Klubfiller Mix)" - 5:18

- Germania CD Single (2010)[13]

1. "Amazing (Play & Win Radio Edit)" - 3:29
2. "Amazing (Play & Win Club Version)" - 4:30

- UK CD Promo Single (2010)[14]

1. "Amazing (UK Radio Edit)" - 3:24
2. "Amazing (Play & Win Radio Edit)" - 3:29
3. "Amazing (Almighty Radio Edit)" - 3:56
4. "Amazing (Buzz Junkies Radio Edit)" - 3:31
5. "Amazing (Play & Win Club Version)" - 4:30
6. "Amazing (Almighty Club Mix)" - 7:07
7. "Amazing (Buzz Junkies Mix)" - 6:13
8. "Amazing (DJ Feel Original Remix)" - 6:12

- UK Promo CD-R (2010)[15]

1. "Amazing (Almighty Radio Edit)" - 3:56
2. "Amazing (Almighty Club Mix)" - 7:07
3. "Amazing (Almighty Dub)" - 7:06
4. "Amazing (Almighty Instrumental)" - 3:28

## Classifiche
| Classifica (2009-2022) | Posizione massima |
| ---------------------- | ----------------- |
| Austria                | 53                |
| Belgio (Fiandre)       | 19                |
| Belgio (Vallonia)      | 11                |
| Bulgaria               | 1                 |
| Europa                 | 19                |
| Francia                | 2                 |
| Germania               | 36                |
| Grecia                 | 8                 |
| Irlanda                | 43                |
| Paesi Bassi            | 23                |
| Polonia                | 9                 |
| Regno Unito            | 14                |
| Repubblica Ceca        | 49                |
| Romania                | 1                 |
| Russia                 | 3                 |
| Slovacchia             | 41                |
| Svizzera               | 10                |
| Ucraina                | 2                 |
| Ungheria               | 38                |

## Date di pubblicazione
| Regione     | Data              | Formato                  | Etichetta                         |
| ----------- | ----------------- | ------------------------ | --------------------------------- |
| Romania     | 6 agosto 2009     | Airplay                  | Roton                             |
| Finlandia   | 1 gennaio 2010    | Digital Download         | Roton                             |
| Italia      | 27 aprile 2010    | Digital Download         | Do It Yourself                    |
| Francia     | 21 giugno 2010    | CD Singolo               | Airplay Records                   |
| Stati Uniti | 10 agosto 2010    | Remixes Digital Download | Ultra Records                     |
| Svezia      | 16 agosto 2010    | CD Maxi Singolo          | Catchy Tunes/Family Tree Music AB |
| Regno Unito | 23 agosto 2010    | CD Maxi Singolo          | All Around The World              |
| Regno Unito | 20 settembre 2010 | Remixes Digital Download | 3Beat                             |
| Germania    | 24 settembre 2010 | CD Singolo               | B1 Recording                      |
| Regno Unito | 30 settembre 2010 | CD Promo Maxi Singolo    | 3Beat                             |
| Regno Unito | 10 ottobre 2010   | CD Promo-Remixes         | Almighty Records                  |